# ان‌جی‌سی ۷۲۰۹
ان‌جی‌سی ۷۲۰۹ (انگلیسی: NGC 7209) یک خوشه باز در صورت فلکی چلپاسه است.  این خوشه در ۱۹ اکتبر ۱۷۸۷ توسط ویلیام هرشل کشف شد. این خوشه در فاصله ۳۸۱۰ سال نوری از زمین قرار دارد.